# San Pedro de Totora
San Pedro de Totora é uma província da Bolívia localizada no departamento de Oruro, sua capital é a cidade de Totora.